# Hippalkimos (Sohn des Itonos)
Hippalkimos (altgriechisch Ἱππάλκιμος Hippálkimos), Sohn des Itonos, ist eine Gestalt der griechischen Mythologie.
Er war ein Enkel des Boiotos und zeugte mit Asterope den Peneleos. Als alternative Schreibweisen seines Namens werden Hippalmos und Hippalkmos angegeben.